# Liste der Monuments historiques in Saint-Just (Ille-et-Vilaine)
Die Liste der Monuments historiques in Saint-Just (Ille-et-Vilaine) führt die Monuments historiques in der französischen Gemeinde Saint-Just auf.

## Liste der Bauwerke
| Bezeichnung                                          | Beschreibung | Standort | Kennzeichnung | Schutzstatus | Datum | Bild           |
| ---------------------------------------------------- | ------------ | -------- | ------------- | ------------ | ----- | -------------- |
| Alignements mégalithiques de Cojoux                  |              | (Lage)   | PA00090788    | Classé       | 1978  | weitere Bilder |
| Hémicycle mégalithique et tertre tumulaire de Cojoux |              | (Lage)   | PA00090789    | Inscrit      | 1978  |                |
| Alignement de Bosné                                  |              | (Lage)   | PA00090790    | Inscrit      | 1978  |                |
| Grotte des Fées                                      |              | (Lage)   | PA00090791    | Classé       | 1975  | weitere Bilder |
| Four Sarrazin                                        |              | (Lage)   | PA00090792    | Classé       | 1975  |                |
| Tumulus Château Bû                                   |              | (Lage)   | PA00090793    | Classé       | 1975  | weitere Bilder |
| Château du Val (Schloss)                             |              | (Lage)   | PA35000032    | Inscrit      | 2007  |                |

## Liste der Objekte
| Bezeichnung                | Beschreibung | Standort                     | Kennzeichnung | Schutzstatus | Datum | Bild |
| -------------------------- | ------------ | ---------------------------- | ------------- | ------------ | ----- | ---- |
| Kanzel                     | Holz, 1930   | in der Kirche St-Just (Lage) | PM35001039    | Classé       | 2015  |      |
| Skulptur des heiligen René | Holz, 1607   | in der Kirche St-Just (Lage) | PM35003009    | Inscrit      | 2013  |      |